# 森岡泰裕
森岡 泰裕 （もりおか やすひろ、1960年または1961年 - ）は、日本の建設・国土交通技官。水管理・国土保全局下水道部長、日本下水道事業団 (JS) 理事長を経て日本水道工業団体連合会 (水団連) 専務理事。

## 経歴・人物
滋賀県出身で琵琶湖のそばで育った。1985年（昭和60年）3月 京都大学大学院工学研究科衛生工学専攻修了、同年4月 建設省採用。国交省中部地方整備局豊橋河川事務所長、四国地方整備局徳島河川国道事務所長、JS関東・北陸総合事務所長、JS事業統括部長、国交省水管理・国土保全局下水道部下水道事業課長、2016年 (平成28年) 6月 同局下水道部長。2019年 (令和元年) 7月 植松龍二を後任に退職。同年11月から日本下水道新技術機構参与、2020年11月 辻原俊博の後任としてJS理事長。2023年11月 日本下水道新技術機構上席参与。2024年6月 水団連専務理事。